# Телегинский район
Телегинский райо́н - административно-территориальная единица в РСФСР, существовавшая в 1932-1959 годах. Административный центр — село Телегино.

## География
Район располагался в центральной части Пензенской области юго-западнее Пензы.

## История
Район был образован 10 февраля 1932 года в составе Средневолжского края.
С 1936 года район в составе Куйбышевской области, с 27 ноября 1937 года — в Тамбовской области.
4 февраля 1939 года передан в состав вновь образованной Пензенской области (население района составляло 23 282 чел.).
25 декабря 1943 года 8 сельсоветов были переданы из Телегинского в новый Кучкинский район.
30 ноября 1956 года к Телегинскому району была присоединена часть территории упразднённого Кучкинского района.
12 октября 1959 года район был упразднён, его территория вошла в состав Колышлейского, Каменского и Нечаевского районов.